# Peter Wörster
Peter Wörster (* 30. Oktober 1950 in Siegen) ist ein deutscher Historiker und Archivar.

## Leben
Peter Wörster studierte Geschichte, Slawistik und Pädagogik an der Universität Marburg. 1976 legte er das Staatsexamen für Gymnasiallehrer ab. 1993 folgte die Promotion zum Dr. phil. 1976/77 war er Mitarbeiter des Instituts für Slawische Philologie der Universität Marburg und dann von 1977 bis zu seiner Pensionierung Ende Februar 2016 am Herder-Institut in Marburg tätig. Dort leitete er die Dokumentesammlung, das größte Archiv zur baltischen Geschichte in Deutschland. Seine Hauptarbeitsgebiete sind die Geschichte und Gegenwart Königsbergs und Kaliningrads, die Zeit des Humanismus (15./16. Jahrhundert) in Olmütz und Mähren (mit den Verbindungen nach Schlesien, Polen, Österreich und Ungarn) sowie die Geschichte des Baltikums.
Das von ihm und Dorothee M. Goeze betreute Archiv erhielt 2009 den Hessischen Archivpreis.

## Schriften
- Die Juden in den böhmischen Ländern nach 1945. Materialien zu ihrer Geschichte (= Dokumentation Ostmitteleuropa, Jg. 8, Heft 5/6). Johann-Gottfried-Herder-Institut, Marburg 1982, S. 235–344.
- „Dem wahren Deutschland und dem wahren Rußland“ – Arthur Luther zum 50. Todestag. Jahrbuch des baltischen Deutschtums, Bd. 52 (2005), S. 153–167.